# Сингапур (река)
Сингапу́р (малайск. Sungei Singapura, кит. 新加坡河) — река на острове Сингапур. Протекает по Центральному региону Сингапура и впадает в Сингапурский пролив.

## История
Река Сингапур является историческим центром города. По преданию, возле реки принц Санг Нила Утама встретил льва, откуда пошло название острова, реки и города — синга пура, «город льва». В 1819 году Стэмфорд Раффлз основал на реке британский торговый пост, который вырос в современный город. Река стала основной транспортной магистралью нового поселения.
Развитие города и интенсивное использование реки привело к её сильному загрязнению. Поэтому первыми шагами государства после обретения независимости стало обновление и благоустройство исторических территорий и реки. В 1960-х годах проведена перепланировка города, к 1970-м возросший грузопоток переведён из не справлявшейся с ними реки в гавань Кеппел. Это позволило начать переустройство водной артерии, совпавшее по времени с обновлением городского хозяйства.
В 1977 году Министерство окружающей среды взялось за труднейшую задачу — очистку реки Сингапур. Через шесть лет, в 1983 году, были достигнуты отличные результаты и началось дальнейшее обустройство прибрежной территории. Общее время, потраченное на преобразования, составило 10 лет. В сентябре 1987 года по случаю завершения работ было организовано празднество.

## География
Река имеет длину около 3 км. Её исток находится у моста Ким Сенг, а устье — в районе Эспланады. При масштабных работах по переустройству острова река была продлена в противоположную от устья сторону примерно на 2 км, а в районе устья — углублена и расширена, из-за чего её нижняя часть стала частью Сингапурского пролива. Река в своем течении трижды изгибается, повороты носят названия Лодочный, Кларка и Робертсона.
В настоящее время река является частью водохранилища, обеспечивающего город пресной водой.